# Shane Byrne (rugby à XV)
Pour les articles homonymes, voir Byrne et Shane Byrne.
Pas d'image ? Cliquez ici

a Compétitions nationales et continentales officielles uniquement.

b Matchs officiels uniquement.
Dernière mise à jour le 17 mars 2010.
Shane Byrne, né le 10 juillet 1971 à Aughrim (Irlande), est un joueur international irlandais de rugby à XV jouant au poste de talonneur.

## Biographie
Évoluant au poste de talonneur, Shane Byrne évolue dans le club anglais des Saracens entre 2005 et 2007. Il obtient sa première cape le 2 juin 2001 contre l'Équipe de Roumanie de rugby à XV.

## Palmarès
- Vainqueur de la Celtic League en 2001